# Igreja São Sebastião (Lourinhã)

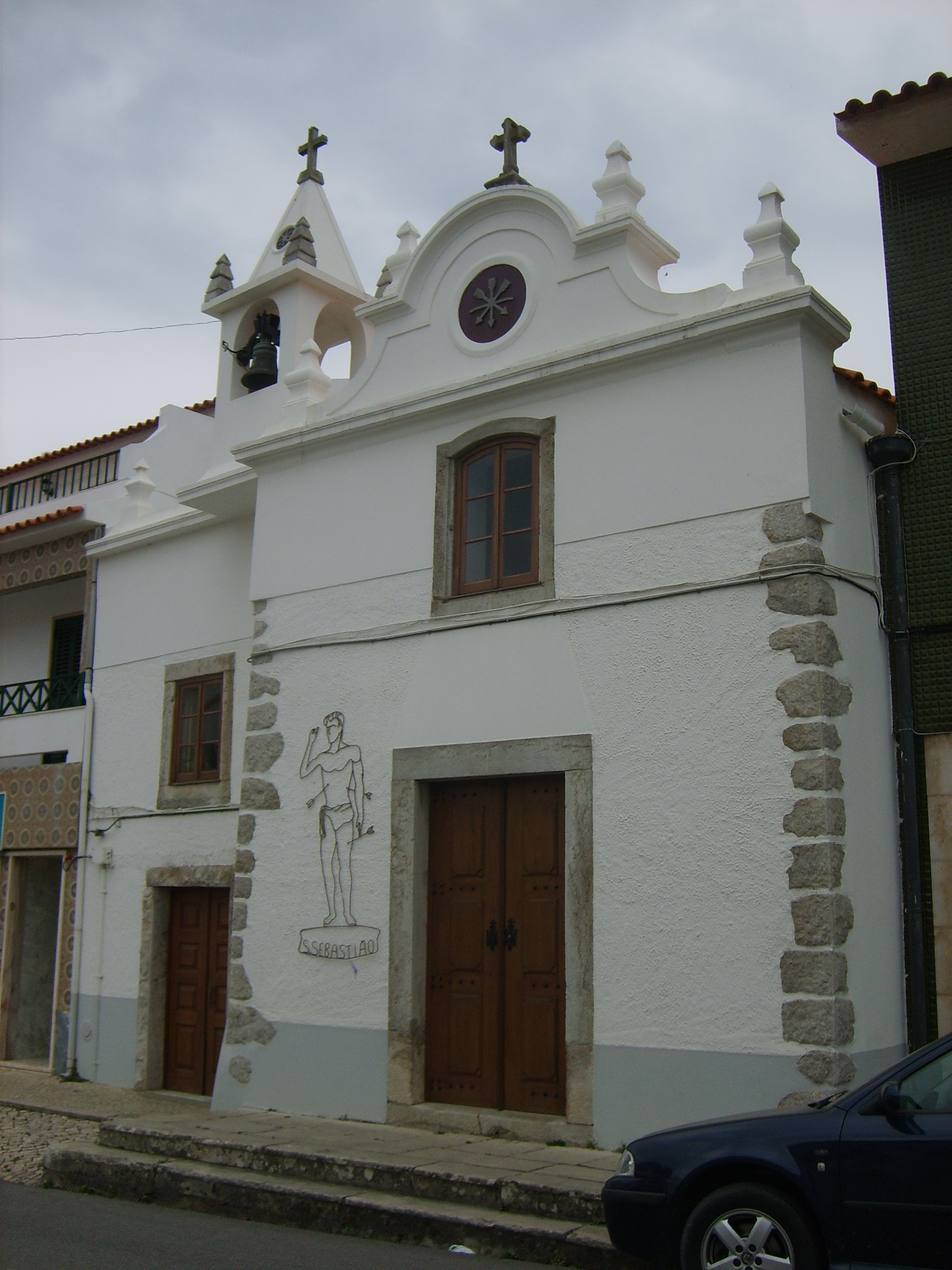
Capela de São Sebastião

A Igreja São Sebastião esta situado no centro vila da Lourinhã. Pequeno templo da primeira metade do Século XVIII, possivelmente de 1730, data que foi encontrada no interior da retábulo do altar-mor, a quando das obras levadas a efeito em 2004.
Na parede da Epístola e junto ao altar, uma edícula forrada de azulejos de figura avulsa, de tipo invulgar e da época da construção da igreja. Nas paredes e nas obras acima referidas, foram colocados lambris de azulejos, brancos e de figuras avulsas, réplicas dos do Século XVIII, que muito embelezaram o templo.
Na parede do lado do Evangelho abrem-se dois largos arcos, que ladeiam o púlpito que assenta numa base de mármore vermelho e que abrem para a sala das reuniões da antiga confraria.
A fachada barroca, com janelão sobre a porta, apresenta no tímpano um círculo com três setas atadas, símbolo do orago da Igreja, ladeado por pináculos.